# Syn Człowieczy
Syn Człowieczy – idiom semicki pojawiający się m.in. w Biblii oraz żydowskiej literaturze apokaliptycznej. We wcześniejszych księgach Starego Testamentu oznacza on po prostu człowieka, w literaturze późniejszego judaizmu jest tytułem Bożego wysłannika czasów ostatecznych. W Nowym Testamencie jest to jedno z określeń Jezusa Chrystusa.

## Stary Testament i literatura apokaliptyczna
Określenie „syn człowieczy” lub „syn ludzki” w Starym Testamencie znaczy zwykle to samo co „człowiek” (m.in. Hi 25,6; Ps 8,5; 36,8; 90,3; Ez 2,1; 3,17). Jedynie w Księdze Daniela określenie to nabiera głębszego znaczenia. W księdze tej, po proroctwie o czterech bestiach, opisana jest wizja proroka:
13 Patrzałem w nocnych widzeniach: a oto na obłokach nieba przybywa jakby Syn Człowieczy. Podchodzi do Przedwiecznego i wprowadzają Go przed Niego. 14 Powierzono Mu panowanie, chwałę i władzę królewską , a służyły Mu wszystkie narody, ludy i języki. Panowanie Jego jest wiecznym panowaniem, które nie przeminie, a Jego królestwo nie ulegnie zagładzie. (Dn 7,13.14, BT)
Istnieją zasadniczo dwie interpretacje tego proroctwa. Według pierwszej, kolektywnej, Syn Człowieczy jest tu symbolem większej zbiorowości, przeciwstawionej czterem królestwom pogańskim. Ostatnio dochodzi do głosu interpretacja indywidualna, według której chodzi o konkretną osobę, za czym przemawiają współczesne badania nad historią redakcji tekstu. Niektórzy bibliści uważają, że jednostka króla stanowi reprezentację kolektywu. 
Według Marka Parchema w księdze Daniela postać Syna Człowieczego ma ścisły związek z Mesjaszem, który jest reprezentantem władzy samego Boga. Posiada status osoby boskiej, choć wciąż podporządkowanej Bogu. To Bóg jest najwyższym władcą, Syn Człowieczy jest tylko wyrazicielem władzy Boga. Syn Człowieczy podlega władzy Bożej nawet po tym, jak otrzymał panowanie z jego rąk.
Geneza proroctwa z Księgi Daniela nie jest wyjaśniona. Źródeł i podobieństw do postaci syna człowieczego dopatrywano się w mitologii babilońskiej, egipskiej, greckiej, irańskiej i aramejskiej. Współcześni bibliści szukają źródeł koncepcji raczej w tradycji izraelskiej.
Wyraźnie indywidualne cechy Syn Człowieczy posiada w literaturze apokaliptycznej judaizmu. W Księdze Henocha jest to preegzystująca postać wybrana i namaszczona przez Boga, posiadająca cechy wyraźnie transcendentne. W przeciwieństwie do postaci z Księgi Daniela, Syn Człowieczy z Księgi Henocha pełni nie władzę królewską, a sądowniczą. W 4 Księdze Ezdrasza nie ma mowy o Synu Człowieczym, lecz po prostu o człowieku, jednak cechy wspólne z Księgą Daniela są wyraźne. W księdze tej Syn Człowieczy jest zapowiedzianym Mesjaszem.

## Nowy Testament
W Nowym Testamencie określenie Syn Człowieczy używane jest niemal wyłącznie w ewangeliach – ponad 70 razy w ewangeliach synoptycznych, 12 razy w Ewangelii Jana. Poza tym określenie to pada w odniesieniu do Chrystusa jeszcze w Dz 7,55 oraz Ap 1,13; 14,14.
Nie jest wyjaśnione, na ile termin Syn Człowieczy użyty w ewangeliach nawiązuje do proroctwa Daniela, a jeszcze mniej pewnego da się powiedzieć o związkach z apokaliptyką żydowską. Według ewangelistów terminu tego Jezus używał od samego początku swej działalności. Wielu biblistów przyjmuje, że tytuł ten był jedynym tytułem, który Jezus odnosił do siebie – używał go zamiast terminu Mesjasz, który wówczas wiązano z politycznymi nadziejami narodu izraelskiego. Część biblistów (np. G. Bornkamm, E. Lohse, E. Käsemann) uważa, że Jezus nie używał żadnego określenia, które mogłoby sugerować jego mesjańską godność. Z drugiej jednak strony przeciwko poglądowi, że tytuł ten został Jezusowi przypisany przez gminę chrześcijańską, przemawia fakt, że określenie to właściwie nie pojawia się w księgach Nowego Testamentu innych niż Ewangelie.
Rudolf Bultmann podzielił logia, w których występuje termin Syn Człowieczy, na trzy grupy:
- logia mówiące o przyjściu Syna Człowieczego w chwale,
- logia mówiące o ziemskiej działalności Syna Człowieczego (w tym zapowiedzi męki i zmartwychwstania),
- logia, w których termin występuje w wyniku nieporozumienia w przekładzie z języka aramejskiego na grecki.

W pierwszej grupie znalazły się wypowiedzi o charakterze wyraźnie apokaliptycznym, nawiązujące do proroctwa Daniela. Według biblistów pochodzą one z tzw. źródła Q. Niektórzy badacze (np. R. Bultmann, H. Conzelmann) twierdzą, że Jezus nie jest w nich tożsamy z Synem Człowieczym, lecz poprzedza jego nadejście. Jako argument przytaczane są słowa: Kto się bowiem wstydzi Mnie i Moich słów wobec tego wiarołomnego i grzesznego pokolenia, tego Syn Człowieczy będzie się też wstydził, gdy przyjdzie w chwale swojego Ojca razem ze świętymi aniołami (Mk 8,38 BE; por Łk 9,26). Według przeciwników takiego poglądu Jezus mówi tu o swej godności w sposób tajemniczy, nie ujawniając swej władzy otwarcie, tak jak mówił o Królestwie Bożym w przypowieściach. Według Manfreda Uglorza rozdzielenie postaci Jezusa i Syna Człowieczego byłoby niespójne z myślą teologiczną redaktora źródła Q. Poza tym inne logia z tego źródła nie budzą podobnych wątpliwości.
W drugiej grupie znajdują się logia również pochodzące ze źródła Q, w których termin Syn Człowieczy bez większych wątpliwości odnoszą się do Chrystusa, np. polemiki z faryzeuszami. Kontrowersje budzą wypowiedzi, według których Syn Człowieczy będzie znosił ucisk, poniesie śmierć i zmartwychwstanie. Pochodzą one nie ze źródła Q, lecz z tradycji Markowej. Zdaniem Bultmanna wszystkie tego typu logia są produktem refleksji uczniów Jezusa. Przeciwnicy tego poglądu wskazują, że powiązania męki i zmartwychwstania Chrystusa oraz tytułu Syn Człowieczy nie znajdujemy w innych, młodszych od Ewangelii Marka, tradycjach Nowego Testamentu. Zdaniem Manfreda Uglorza użycie takiego tytułu wynikało z chęci pozostania wiernym historii.
Do trzeciej grupy Bultmann zaliczył logia, gdzie jego zdaniem określenie Syn Człowieczy oznacza po prostu „człowiek” lub pełni funkcję zaimka „ja”, np. Mk 2,10.28. Wskazuje się jednak, że Jezus mówił o sobie w sposób zróżnicowany, np. używając terminu prorok.
Innym zagadnieniem dyskutowanym przez biblistów jest spójność ewangelicznych tradycji mówiących o nadejściu Królestwa Bożego i o Synu Człowieczym.